# Bactrosphaeria asterostoma
Bactrosphaeria asterostoma är en svampart som beskrevs av Penz. & Sacc. 1897. Bactrosphaeria asterostoma ingår i släktet Bactrosphaeria, divisionen sporsäcksvampar och riket svampar.   Inga underarter finns listade i Catalogue of Life.